# Peter Vermigli

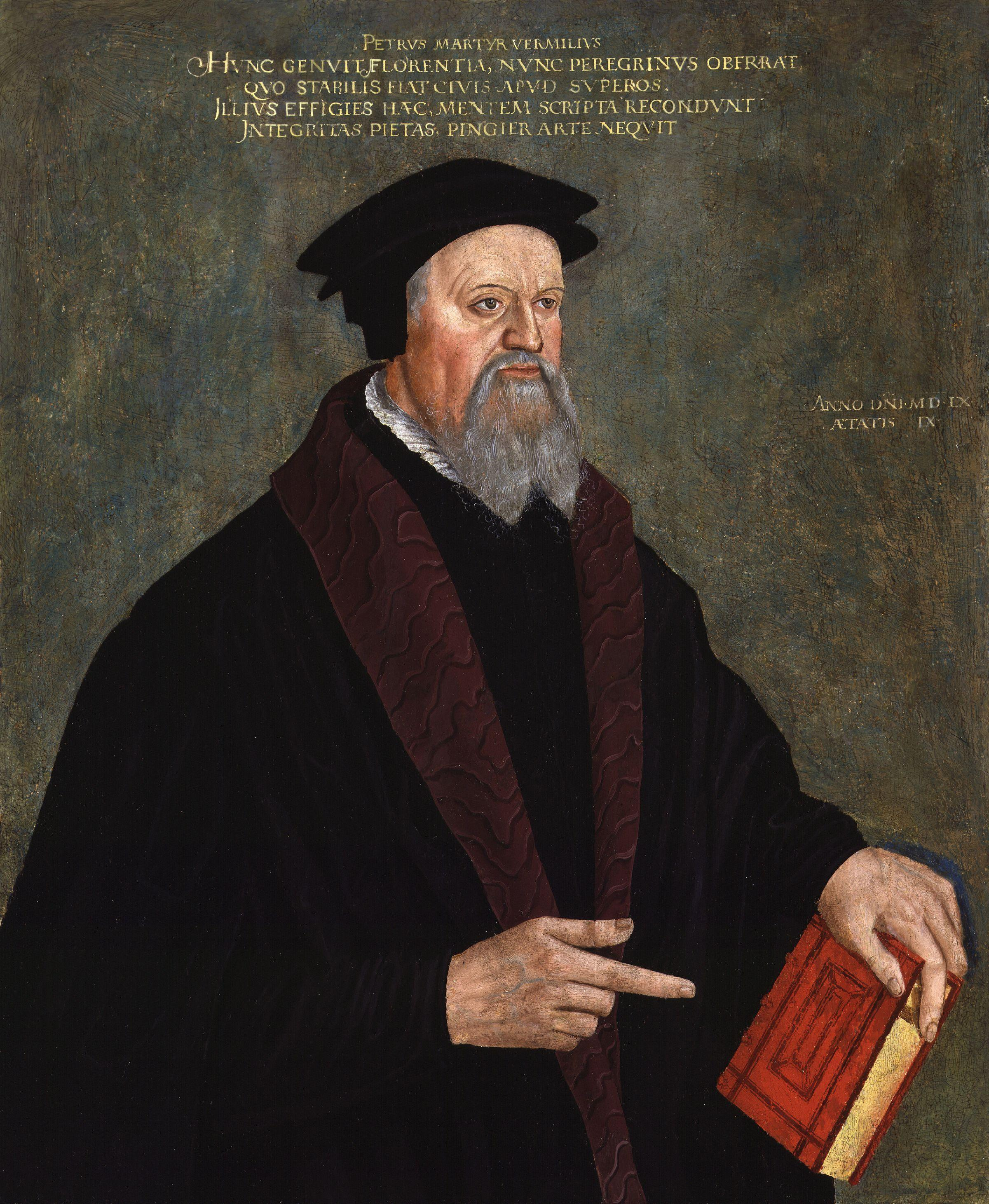
Peter Martyr Vermigli, porträtt av Hans Asper.

Peter Vermigli, även kallad Petrus Martyren, född den 8 september 1499 i Florens, död den 12 november 1562 i Zürich, var en av reformationens verksammaste förkämpar i Europa.

## Biografi
Peter Martyr Vermiglis redan från barndomen allvarliga sinnelag förde honom tidigt, 1516, in i augustinklostret i Fiesole. Där utbildade han sig till den kanske lärdaste bland 1500-talets italienska klerus. Men han var också praktiskt duglig. 
Så blev han abbot i Spoleto och slutligen prior i det ansedda klostret S. Petri ad aram i Neapel. Där kom han under inflytande av Juan de Valdès och utlade från slutet av 1530-talet i evangelisk anda och under oerhört tillopp de paulinska breven. 
1541 blev han prior i Lucca, slöt vänskap med Bernardino Occhino med flera italienska lutheraner och började reformera och taga nattvarden under båda gestalterna. Då han kallades inför inkvisitionen, flydde han 1542 till Zürich och erhöll kort därefter anställning som teologisk professor i Strassburg. 
1547-53 verkade han som lärare vid Oxfords universitet och betydde åtskilligt för den engelska reformationen. Fördriven genom "blodiga Marias" reaktion, återtog han sin professur i Strassburg och flyttade 1556 till Zürich, där han stannade som professor.